# Inula britannica
Inula britannica es una planta de la familia de las asteráceas.

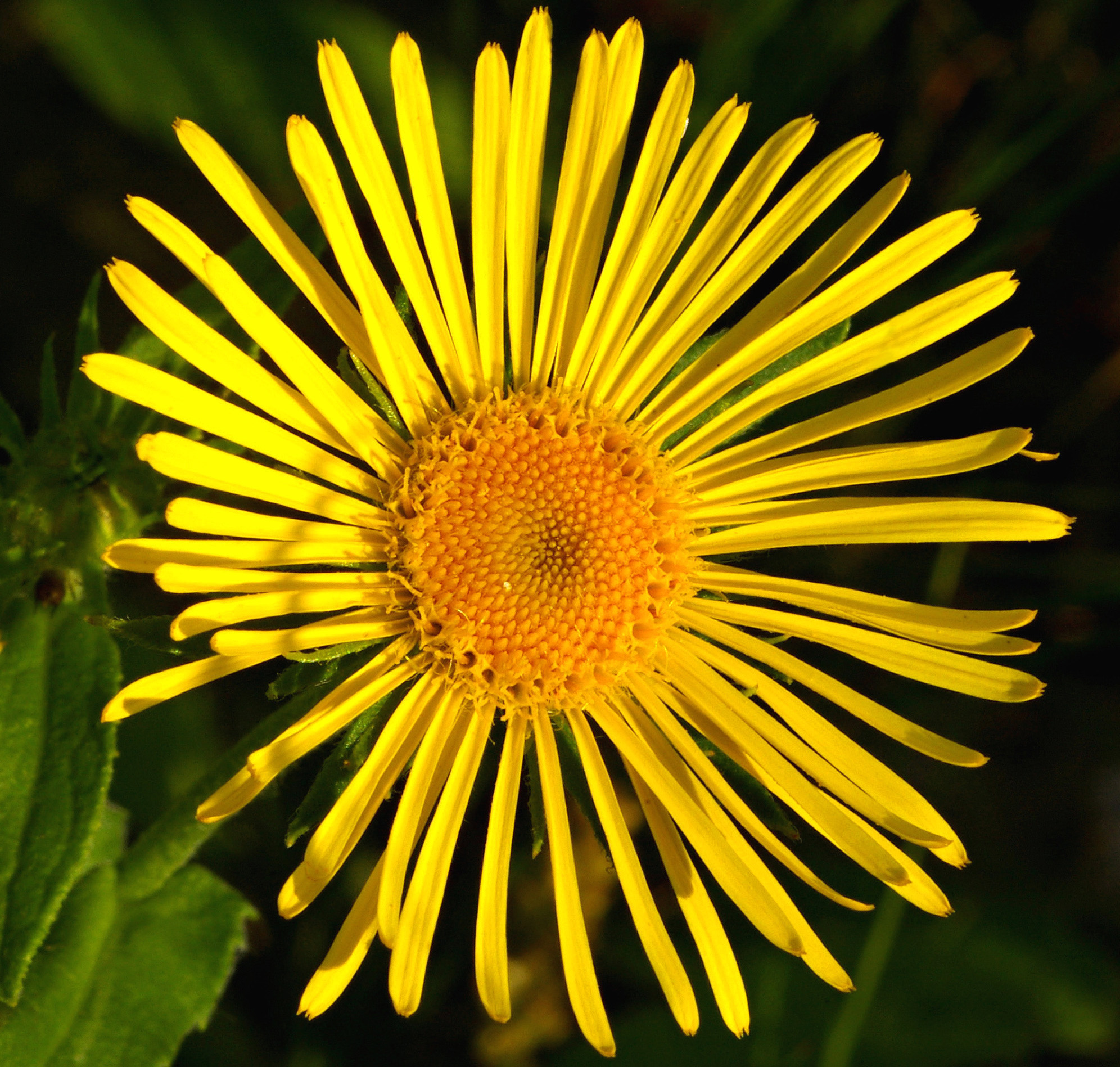
Detalle de la flor

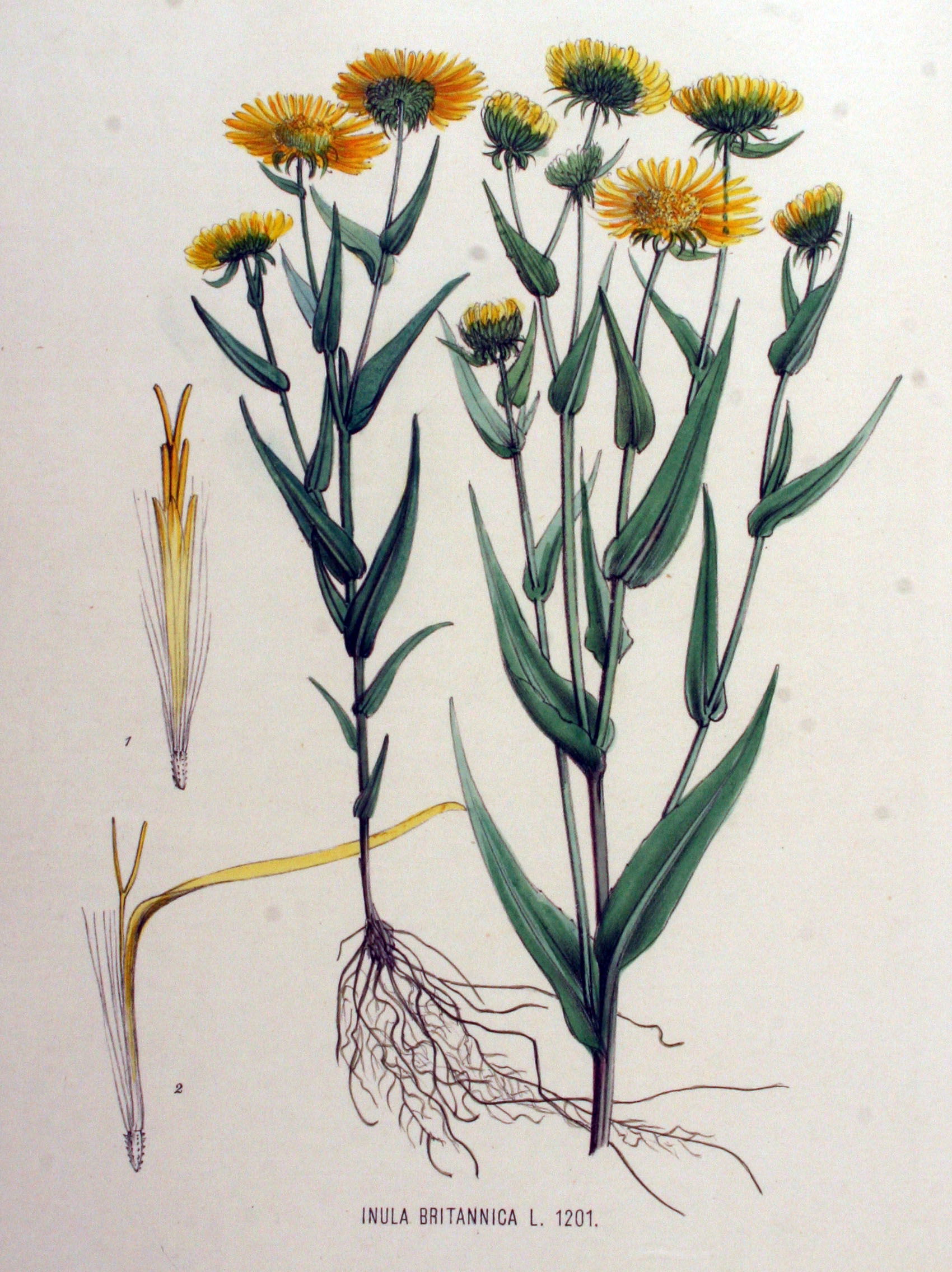
Ilustración

## Descripción
Es pequeña, de unos 20-30 cm, con 2-3 ramificaciones superiores o ninguna, derecha y perenne, rígida y muy áspera en tallos y hojas. Tiene 3-4 capítulos de uno 3 cm de diámetro. Las lígulas son desplegadas, amarillo doradas, estrechas, de doble longitud que su involucro, tienen 3 dientes pequeñitos en el ápice. El disco de flósculos es de color dorado y pardo al madurar. El involucro formado por brácteas linear lanceoladas, verdes y curvadas las exteriores, las interiores pajizas y apretadas sobre las lígulas. Fruto de 2-0.5 mm, con costillas y un mechón de pelos plateados. Hojas lanceoladas, con base acorazonada, semiabrazadoras, borde entero y lleno de espinitas, duras y ásperas, se retuercen o cierra en forma de uve, de color verde sucio al madura. En algún tallo las hojas inferiores pueden ser alternas. Tallos redondos y llenos de pelos retorcidos. Raíz larga y reptante.

## Distribución y hábitat
Tiene una distribución euroasiática. Habita entre juncos , zarzas pequeñas, y zonas herbosas húmedas.

## Propiedades
La planta contiene el principio activo axillarin.

## Taxonomía
Inula britannica fue descrita por Carlos Linneo y publicado en Species Plantarum 2: 882. 1753.
Etimología
Inula: nombre genérico que deriva de una palabra similar latína utilizada por los romanos para indicar precisamente a estas plantas. Otros autores proponen otra etimología: una derivación de una palabra griega enàein (= purificar) al referirse a las supuestas propiedades medicinales de algunas plantas de este tipo.
britannica: epíteto geográfico que alude a su localización en Britania.
Variedades aceptadas
- Inula britannica subsp. hispanica (Pau) O.Bolòs & Vigo

Sinonimia
- Aster britannicus All.
- Aster orientalis S.G.Gmel.
- Conyza britannica (L.) Moris ex Rupr.
- Inula britannica var. britannica
- Inula britannica subsp. britannica
- Inula britannica var. tymiensis Kudô
- Inula dichotoma Zuccagni
- Inula serrata Gilib.
- Inula tymiensis Kudô[5]